# Powiat Hoyerswerda
Powiat Hoyerswerda (niem. Landkreis Hoyerswerda, pol. alt. powiat wojerecki) – prusko-niemiecka jednostka podziału administracyjnego, istniejąca w latach 1825–1952, wchodząca w skład prowincji śląskiej (do 1919 r.), następnie prowincji dolnośląskiej, wreszcie 1945-1952 w Niemieckiej Republice Demokratycznej.

## Historia
Landkreis Hoyerswerda z siedzibą w Hoyerswerdzie (Wojercach) powstał 1 sierpnia 1825 r. z części brandenburskiego powiatu Spremberg na Łużycach. Wchodził w skład rejencji wrocławskiej.
Po wojnie, jako jedyny powiat śląski pozostał w całości w granicach Niemiec. Zniesiony w DDR podczas reformy administracyjnej w 1952, podzielony między dwoma nowymi dystryktami – Senftenberg i Hoyerswerda.

## Landraci[2]
1826–184800von Goetz
1848–186100Adolph Hans Georg von Götz († 23. November 1861)
1862–188100Hans von Götz-Hünerbein
1881–188600Alfred von Löbenstein
1886–189100Ernst von Gersdorff-Hermsdorf
1891–189900Friedrich von Lucke
1899–190600Willy Schwarz
1906–191900Friedrich von Hegenscheidt
1919–192800Egon Lenoir
1928–193300Max Saling
1933–193700Fritz Schmige (1880–1974)
1937–193900Herbert Matzke
1933–194400Wilhelm Behr
1944–000000Heinrich Korte

## Ludność (1885–1939)
| Rok  | Ludność | Źródło |
| ---- | ------- | ------ |
| 1846 | 28.362  | [ 3 ]  |
| 1871 | 31.138  | [ 4 ]  |
| 1885 | 33.061  | [ 5 ]  |
| 1900 | 36.778  | [ 6 ]  |
| 1910 | 43.067  | [ 6 ]  |
| 1925 | 54.259  | [ 7 ]  |
| 1939 | 59.303  | [ 7 ]  |

## Podział administracyjny
W 1939 roku powiat dzielił się na:
- 3 miasta: Hoyerswerda, Ruhland i Wittichenau
- 74 gminy